# Ministerstwo Obrony Czech
Ministerstwo Obrony Czech (cz. Ministerstvo obrany České republiky, MO) - utworzone na mocy ustawy nr 2/1969 Sb. o powołaniu ministerstw i innych centralnych organów administracji państwowej Czeskiej Republiki Socjalistycznej (ustawa została aktualizowana ustawą nr 548/1992 Sb. o niektórych, innych działaniach w systemie centralnych organów rządowych Republiki Czeskiej oraz ustanowieniu urzędu Prezydenta Republiki Czeskiej). 

## Kompetencje
Wymieniona ustawa (w § 16) określa, że do zakresu obowiązków MD należą:
- zapewnienie obrony państwu
- zarządzanie armią
- administracja terenów wojskowych

Ponadto Ministerstwo Obrony:
- uczestniczy w opracowywaniu polityki obronnej państwa
- przygotowuje koncepcję operacji obrony kraju
- zapewnienia bezpieczeństwo władzom państwowym, Radzie Obrony i Prezydentowi
- reguluje działania wywiadu wojskowego
- koordynuje działania organów centralnych, organów administracyjnych i organów rządowych oraz osób prawnych
- zapewnia integralność przestrzeni powietrznej Czech
- organizuje i podejmuje działania w celu mobilizacji Armii Republiki Czeskiej do prowadzenia poboru i ewidencji zasobów materialnych, które zostaną dostarczone dla celów wojskowych w razie sytuacji awaryjnej na potrzeby Armii Republiki Czeskiej
- zachęca obywateli czeskich do spełniania zobowiązań wojskowych
- organizuje współpracę z armiami innych krajów europejskich
- nadzoruje ochronę obiektów wojskowych przed promieniowaniem[1]

Od 27 czerwca 2018 roku Ministrem Obrony jest Lubomír Metnar z partii ANO 2011.

## Lista ministrów

### Czechosłowacja
| Lp. |  | Minister         |  | Partia | Okres urzędowania                     | Rząd |
| --- |  | ---------------- |  | ------ | ------------------------------------- | --- |
| 1.  |  | Martin Dzúr      |  | KSČ    | 8 kwietnia 1968 - 11 stycznia 1985    | Rząd Stanislava Rázla Rząd Josefa Kempnego i Josefa Korčáka Drugi rząd Josefa Korčáka Trzeci rząd Josefa Korčáka Czwarty rząd Josefa Korčáka |
| 2.  |  | Milán Václavík   |  | KSČ    | 11 stycznia 1985 – 3 grudnia 1989     | Czwarty rząd Josefa Korčáka Rząd Josefa Korčáka, Ladislava Adamca, Františka Pitry i Petra Pitharta                                          |
| 3.  |  | Miroslav Vacek   |  | KSČ    | 3 grudnia 1989 – 18 października 1990 | Rząd Josefa Korčáka, Ladislava Adamca, Františka Pitry i Petra Pitharta                                                                      |
| 4.  |  | Luboš Dobrovský  |  | KSČ    | 18 października 1990 – 2 lipca 1992   | Rząd Petra Pitharta |
| 5.  |  | Imrich Andrejčák |  | KSČ    | 2 lipca 1992 – 31 grudnia 1992        | Pierwszy rząd Václava Klausa |

### Czechy
| Lp. |  | Minister          |  | Partia                          | Okres urzędowania                  | Rząd                                         |
| --- |  | ----------------- |  | ------------------------------- | ---------------------------------- | -------------------------------------------- |
| 1.  |  | Antonín Baudyš    |  | KDU-ČSL                         | 30 grudnia 1992 - 21 września 1994 | Pierwszy rząd Václava Klausa                 |
| 2.  |  | Vilém Holáň       |  | KDU-ČSL                         | 21 września 1994 – 4 lipca 1996    | Pierwszy rząd Václava Klausa                 |
| 3.  |  | Miloslav Výbornýn |  | KDU-ČSL                         | 4 lipca 1996 – 2 stycznia 1998     | Drugi rząd Václava Klausa                    |
| 4.  |  | Michal Lobkowicz  |  | US                              | 2 stycznia 1998 – 22 lipca 1998    | Rząd Josefa Tošovskiego                      |
| 5.  |  | Vladimír Vetchý   |  | ČSSD                            | 22 lipca 1998 – 1 maja 2001        | Rząd Miloša Zemana                           |
| 6.  |  | Jaroslav Tvrdík   |  | ČSSD                            | 4 maja 2001 – 9 lipca 2003         | Rząd Miloša Zemana Rząd Vladimíra Špidli     |
| 7.  |  | Miroslav Kostelka |  | ČSSD                            | 9 lipca 2003 – 4 sierpnia 2004     | Rząd Vladimíra Špidli                        |
| 8.  |  | Karel Kühnl       |  | US                              | 4 sierpnia 2004 – 4 kwietnia 2006  | Rząd Stanislava Grossa Rząd Jiříego Paroubka |
| 9.  |  | Jiří Šedivý       |  | ODS                             | 4 kwietnia 2006 – 9 stycznia 2007  | Pierwszy rząd Mirka Topolánka                |
| 10. |  | Vlasta Parkanová  |  | KDU-ČSL                         | 9 stycznia 2007 - 8 maja 2009      | Drugi rząd Mirka Topolánka                   |
| 11. |  | Martin Barták     |  | bezpartyjny, wskazany przez ODS | 8 maja 2009 – 13 lipca 2010        | Rząd Jana Fischera                           |
| 12. |  | Alexandr Vondra   |  | ODS                             | 13 lipca 2010 – 7 grudnia 2012     | Rząd Petra Nečasa                            |
| 13. |  | Karolína Peake    |  | LIDEM                           | 7 grudnia 2012 – 20 grudnia 2012   | Rząd Petra Nečasa                            |
| 14. |  | Petr Nečas        |  | ODS                             | 20 grudnia 2012 – 19 marca 2013    | Rząd Petra Nečasa                            |
| 15. |  | Vlastimil Picek   |  | bezpartyjny                     | 19 marca 2013 – 29 stycznia 2014   | Rząd Petra Nečasa Rząd Jiříego Rusnoka       |
| 16. |  | Martin Stropnický |  | ANO 2011                        | 29 stycznia 2014 – 13 grudnia 2017 | Rząd Bohuslava Sobotki                       |
| 17. |  | Karla Šlechtová   |  | ANO 2011                        | 13 grudnia 2017 – 27 czerwca 2018  | Pierwszy rząd Andreja Babiša                 |
| 18. |  | Lubomír Metnar    |  | ANO 2011                        | 27 czerwca 2018 – 17 grudnia 2021  | Drugi rząd Andreja Babiša                    |
| 19. |  | Jana Černochová   |  | ODS                             | 17 grudnia 2021 – nadal            | Rząd Petra Fiali                             |